# Aleksandrijski rat (47. pr. Kr.)
Aleksandrijski rat bila je serija okršaja i bitaka koji se dogodila 47. godine prije Krista, a koja je ispreplitala Rimski građanski rat i dinastički sukob u Egiptu između kralja Ptolomeja XIII. i njegove sestre Kleopatre VII.

## Kontekst
Nakon što mu je u Bitci kod Farsala vojska desetkovana, a šanse za dobivanje rata protiv Cezara uvelike uništene, Pompej je krenuo bježati u Egipat, gdje je smatrao da mu mladi kralj Ptolomej XIII. duguje uslugu. Kada je Cezar saznao za njegove planove, krenuo je s 3200 legionara prema Egiptu kako bi ga presreo. Nedugo po dolasku u Aleksandriju, međutim na Pompeja je izvršen atentat od strane lokalnih ljudi, najvjerojatnije kako bi se primitili Cezaru. Cezar je nakon nekog vremena i sam stigao do Egipta, gdje je doznao da je Pompej ubijen, a kad mu je prezentirana njegova glava, prema Kasiju Dionu, počeo je oplakivati ubijenog suparnika i tražiti da ga se dostojno pokopa.

### Dinastičke borbe među Ptolomejevićima
Dinastija Ptolomejevića vladala je Egiptom od vremena generala Aleksandra Velikog. 48. pr. Kr. na čelu kraljevstva bio je maloljetni kralj Ptolomej XIII, koji je prema Cezaru, "s vojskom ratovao" protiv svoje sestre Kleopatre. Nju je pomoću sebi bliskih ljudi Ptolomejeva struja istjerala, dok su kraljevstvo zapravo vodili kraljevi prijatelji. Iako je bila van pozicije moći, Kleopatra se je još uvijek nalazila u svom kampu u Egiptu, relativno blizu događanja u Aleksandriji.
Prema oporuci koji je ostavio pokojni kralj Ptolomej, mladi kralj i njegova sestra Kleopatra trebali su zajedno vladati Egiptom, a Rim je bio označen kao garancija izvršenja očeve oporuke. Pokojni egipatski kralj, također je dugovao Rimljanima 17 milijuna Drahmi, pa je Cezar tražio da mu egipatski dvor isplati dio tog duga pošto mu je trebao novac za platiti vojsku. Dvorski regent Potin uvjeravao je Cezara da će mu dug s isplatiti kasnije, što Cezara nije zadovoljavalo. Kleopatra je u međuvremenu tajno došla u Aleksandriju, prema Plutarhu, unesena je u dvor u plahti, te se pojavila pred Cezarom. Nadalje, Kasije Dion, piše da je uspješno šarmirala Cezara, pa je ovaj agitirao pred mladim kraljem Ptolomejem želeći ga pomiriti sa sestrom. Nakon što je Ptolomej saznao da mu je sestra na dvoru, počeo je divljati, pa ga je Cezarova vojska zatočila. Cezar ih je kasnije oboje suočio s očevom oporukom, davši im do znanja da želi da zajedno vladaju u skladu s oporukom, te da je on diktator pa će na kraju biti onako kako on kaže. Kasije Dion piše da su se kraljevi savjetnici Potin i Ahila uznemireni mogućnošću da Kleopatra postane odviše moćna, odlučili na konfrontaciju s Cezarom, pošto je rimska vojna sila prisutna u Aleksandriji bila malobrojna.

## Opsada
Cezara su vijesti o ovom itekako zabrinule, pa je poslao glasnike Ahili, koji se s vojskom približavao Aleksandriji, no Atila je glasnike smaknuo. Cezar je u međuvremenu zabarikadirao kraljevsku palaču a Atilina vojska, stigavši u Aleksandriju, zauzela je dominantne položaje u gradu i pridobila na svoju stranu većinu stanovništva. Po gradu su se uskoro počele voditi žestoke ulične borbe između egipatske vojske i Cezarovih snaga, od kojih su potonje zabarikadirane držale mali dio grada gdje su se nalazili i Cezar i egipatski kralj. Tijekom borbi, Cezar je dao spaliti brodove u gradskoj luci. Požari koji su nastali posljedično, zahvatili su mnoge zgrade uključujući i glasovitu aleksandrijsku knjižnicu.
Budući da je bio u teškoj situaciji, Cezar je poslao pozive za pomoć u okolne pokrajine. U međuvremenu, je mlađa kćer kralja Ptolomeja pobjegla iz rimskog dijela grada u dio pod kontrolom Ahile, te mu se pridružila u vođenju rata protiv Cezara, no ubrzo se je dvojac počeo svađati oko autoriteta nad vojskom. Cezar je, pak, dao smaknuti regenta Potina, navodno jer su Cezarove uhode doznale da Potin aktivno potiče Ahilu na pobunu.
Cezar je potom pokušao napraviti manevar, tako što je s dijelom svoje vojske brodovima prešao na otok Far (na kojem se nalazio glasoviti aleksandrijski svijetionik), počevši ondje ubijati stanovnike. Kada su Egipćani to uočili, pohrlili su u pomoć svojim sugrađanima, zbog čega su Cezarovi vojnici koji su stigli na Far ili istjeran nazad na svoje brodove ili su završili pobacani u more. Ondje je završio i sam Cezar. Kako ga ne bi prepoznali, Cezar je bacio svoju ljubičastu odjeću i plivao nazad, usput pazeći na neke dokumente. Egipćani su, pak, uzeli njegovu odjeću kao trofej.
U međuvremenu je do Egipta doplovio pontski princ Mitridat Pergamski sa svojom vojskom, odgovorivši tako na Cezarov poziv za pomoć, te je ondje uspješno uspostavio mostobran. Egipćani su potom tražili Cezara za primirje, te da im preda mladog kralja Ptolomeja na što je ovaj (vjerojatno zbog nezavidne situacije u kojoj se nalazio) pristao. Nakon što se je egipatski kralj sjedinio sa svojom vojskom, osokoljeni Egipćani zajedno su krenuli na konfrontaciju s Mitridatom. Uskoro je i Cezar napustio Aleksandriju kako bi se susreo s Mitridatom. Konačni obračun između dvije vojske dogodio se u Bitci na rijeci Nilu, gdje je udružena vojska Cezara i Mitridata pobijedila Egipćane, dok se je mladi kralj Ptolomej XIII utopio u rijeci prilikom bijega.

## Epilog
Nakon što je rat završio, Cezar je ostavio Egipat na de facto upravljanje Kleopatri, kojoj je naložio da se radi mira u državi formalno uda za svog brata, dok je zapravo vladala ona sama. Cezar je s Kleopatrom započeo neku vrstu ljubavne veze iz koje se rodio njihov sin, kojeg su u Aleksandriji popularno zvali Cezarion.